# Ołeh Mazurenko
Ołeh Mykołajowycz Mazurenko, ukr. Олег Миколайович Мазуренко (ur. 8 listopada 1977 w Kijowie) – ukraiński piłkarz, grający na pozycji pomocnika, a wcześniej obrońcy, trener piłkarski.

## Kariera piłkarska

### Kariera klubowa
Wychowanek Szkoły Piłkarskiej Dynama Kijów. W 1995 roku rozpoczął karierę piłkarską w drugiej drużynie Dynama Kijów. Potem występował w klubach Wołyń Łuck, SK Mikołajów i Zakarpattia-2 Użhorod. Zimą 2002 podpisał kontrakt z Obołonią Kijów, w składzie którego 7 lipca 2002 debiutował w Wyższej lidze. Podczas przerwy zimowej sezonu 2004/2005 w przeszedł do Illicziwca Mariupol. Latem 2008 został piłkarzem Desny Czernihów. Zimą 2009 próbował swoich sił w Czornomorcu Odessa, ale doznał kontuzji na treningu, a potem powrócił do Obołoni Kijów, gdzie pełni funkcji kapitana drużyny.

## Kariera trenerska
Po zakończeniu kariery piłkarskiej rozpoczął pracę szkoleniowca. Najpierw od 2013 pomagał trenować w reorganizowanym klubie Obołoń-Browar Kijów. 24 października 2016 po dymisji Serhija Sołdatowa stał na czele Obołoń-Browaru Kijów. 16 września 2017 podał się do dymisji. 13 stycznia 2020 ponownie stał na czele Obołoń-Browaru Kijów.

### Sukcesy klubowe
- mistrz Ukraińskiej Pierwszej Lihi: 2008
- wicemistrz Ukraińskiej Pierwszej Lihi: 2009